# Kita-ku (Niigata)

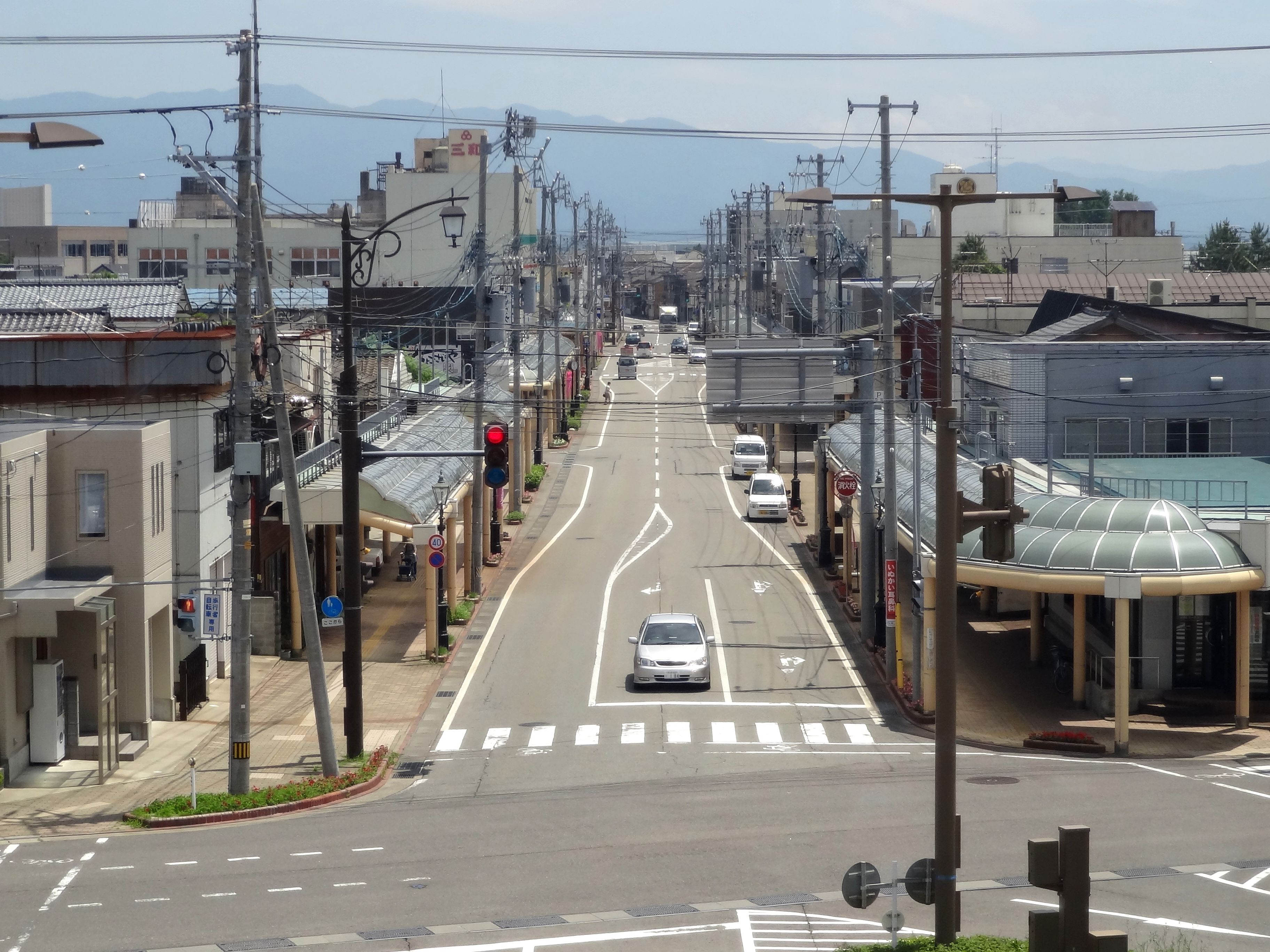
Vue de Kita-ku.

Pour les articles homonymes, voir Kita-ku.
Kita (北区, Kita-ku) est l'un des huit arrondissements de la ville de Niigata au Japon. Il est situé au nord-est de la ville, au bord de la mer du Japon.

## Histoire
L'arrondissement a été créé en 2007 lorsque Niigata est devenue une ville désignée par ordonnance gouvernementale.

## Démographie
En 2016, sa population est de 75 990 habitants pour une superficie de 107,72 km2, ce qui fait une densité de population de 705 hab./km2.

## Transport publics
L'arrondissement est desservi par la ligne Hakushin de la JR East.